# ワルツ第9番 (ショパン)
ワルツ第9番 変イ長調 作品69-1 は、フレデリック・ショパンが1835年に作曲したワルツ。悲恋に終わったマリア・ヴォジンスカとのエピソードから、一般に『別れのワルツ』（または『告別』、仏: Valse de l'Adieu、英: the Farewell Waltz）の愛称で知られる。

## 概要
このワルツは、ショパン自身による自筆譜に「1835年9月 ドレスデンにて」と記されていることから、1835年に滞在先のドレスデンを去る際に作曲されたものと考えられている。同年夏にショパンは、両親がカールスバート（カルロヴィ・ヴァリ）へ湯治に来るという知らせを受けて、同地で5年ぶりの再会を果たしているが、ショパンはその後、両親をポーランドの国境付近に位置するテッチェンまで見送った後に引き返して、ドレスデン、ライプツィヒ、ハイデルベルクを経由してパリに戻っている。ドレスデンには一週間ほど滞在しており、そこでワルシャワ時代に交流のあったヴォジンスキ家の人達とも再会し、かつてピアノを教えたこともあった、ショパンよりも9歳年下のマリア・ヴォジンスカの成長した姿を見て恋に落ちた。このワルツはドレスデンを去る際にマリアへ別れの作品として作曲されたもので、このワルツを贈られたマリアは、作曲された同月にショパンへ宛てた手紙にこう記している。
| 「 | あなたは私達の話にいつでも登場しました。フェリックスはワルツ（あなたからいただき、あなたがお弾きになるのを聴くことができた最後のものです）を弾いてくれといつも言うのです。 | 」 |

翌1836年にショパンはマリアへ結婚を申し込んだが、マリアがまだ若かったことや、ショパンの健康状態の悪さなどを理由に無期限の延期となり、なにも進展しないまま翌1837年7月に、マリアから「美しい音楽帖のお礼を申し上げたくてペンを取りました」で始まり「さようなら、私たちのことを忘れないでください」で結ばれた最後の手紙が届き、婚約は破棄されてしまった。その後、ショパンはマリアからもらったバラの花、そしてマリアとその母テレサからの手紙をひとつの大きな紙包みにまとめ、その上に「わが哀しみ」（ "Moja bieda" ）と記した。
楽譜は生前には出版されず、ショパンの死から6年が経った1855年に、ショパンの友人であるユリアン・フォンタナの手によって、ショパンの原稿に手を加えたうえで『第10番 ロ短調』と共に「作品69」として出版された。

## 曲の構成
レント（ショパンの自筆譜ではテンポ・ディ・ヴァルス）、変イ長調、ロンド形式。
半音階下降進行による旋律が主題で、ヘ短調風に始まって8小節目で変イ長調となる。途中マズルカ風のリズムや三度の和声による部分もあり、舞踊性も見受けられる。パデレフスキ編のショパン全集第9巻や、ナショナル・エディションの第27巻（B III）、ヘンレ社の原典版には、ショパンの原稿版とフォンタナ版の両方が収録されており、両楽譜を比較すると明らかな異同が見られる。